# Life of Kylie
Life of Kylie, abbreviato LOK, è stato un reality show americano, spin-off del reality Al passo con i Kardashian e prodotto per E!. La serie composta da otto episodi da un'ora e mezzo ha debuttato il 6 agosto 2017 sul canale via cavo E! e qui Kylie ha parlato a proposito della sua vita e dei dietro le quinte della sua linea di make-up. Al reality è stato dato il via libera il 10 aprile 2017. L'11 maggio 2017, E! ha rilasciato il primo video promozionale della serie. La serie è stata cancellata il 17 Settembre 2017.

## Il programma
La serie segue la vita del guru del make-up, modella e protagonista del reality Al passo con i Kardashian Kylie Jenner mentre si occupa della gestione della sua attività Kylie Cosmetics, pur mantenendo uno stile di vita normale e una stretta amicizia con la sua migliore amica dell'epoca Jordyn Woods. Appaiono regolarmente membri della sua glam squad come Ariel Tejada e Tokyo Stylez. In una dichiarazione a proposito dell'avere un proprio show personale, Kylie Jenner ha affermato: "L'ultimo paio d'anni sono stati un'avventura fantastica grazie ai miei fan, - aggiungendo anche - questo show mi permetterà di fargli dare uno sguardo all'interno di tutte le fantastiche cose  su cui sto lavorando e anche della mia vita personale con i miei amici".

## Episodi
| Stagione       | Episodi | Prima TV USA | Prima TV Italia |
| -------------- | ------- | ------------ | --------------- |
| Prima stagione | 8       | 2017         | inedita         |